# Brandov
Brandov är en ort i Tjeckien.   Den ligger i regionen Ústí nad Labem, i den nordvästra delen av landet, 90 km nordväst om huvudstaden Prag. Brandov ligger 553 meter över havet och antalet invånare är 249.
Terrängen runt Brandov är varierad. Brandov ligger nere i en dal. Runt Brandov är det glesbefolkat, med 18 invånare per kvadratkilometer. Närmaste större samhälle är Chomutov, 19,1 km söder om Brandov. I omgivningarna runt Brandov växer i huvudsak blandskog.